# Medesicaste triglarum
Medesicaste triglarum is een eenoogkreeftjessoort uit de familie van de Chondracanthidae. De wetenschappelijke naam van de soort is voor het eerst geldig gepubliceerd in 1863 door Henrik Nikolai Krøyer.